# Wild card (sport)
În sport, un wild card (wildcard sau wild-card) este, în general, un drept extraordinar de participare la o competiție acordat unui sportiv sau unei echipe care nu s-a calificat pe cale normală.

## Sporturi internaționale
În sporturile internaționale, termenul este probabil cel mai cunoscut în legătură cu mari evenimente sportive precum Jocurile Olimpice sau turneele de tenis de Mare șlem. Țările care nu reușesc să producă atleți care să îndeplinească standardele normale de calificare primesc uneori un wild card care le permite să introducă în competiție sportivi sau echipe cu performanțe în mod obișnuit sub baremurile regulamentare. În anumite situații, se acordă wild card și națiunilor gazdă, pentru a recunoaște eforturile lor depuse pentru organizarea respectivului turneu. Un wild card se acordă uneori și anumitor sportivi, în nume personal, chiar dacă echipa lor nu s-a calificat la eveniment. Un exemplu în acest sens este gimnastica, unde Federația Internațională de specialitate (FIG) are înscrisă această prevedere în regulament în cazul olimpiadelor.
Totuși, în turneele de atletism și înot de la Olimpiadă sau Campionatele Mondiale, națiunilor le este permis în mod automat să introducă doi competitori, deci aceste situații nu pot fi considerate din punct de vedere tehnic drept wild card. În alte sporturi olimpice, precum judo, tir cu arcul sau badminton, wild card-urile sunt folosite și sunt acordate de respectivele federații sportive.
În rare ocazii, un competitor care și-a obținut intrarea printr-un wild card reușește să câștige o medalie sau chiar campionatul. Spre exemplu, Kye Sun-Hui a câștigat medalia de aur la Jocurile Olimpice din 1996, Ding Junhui a câștigat Openul Chinei la snooker în 2005, Goran Ivanišević a câștigat turneul masculin de la Wimbledon în 2001, Kim Clijsters a câștigat U.S. Open în 2009, iar Lin Dan a câștigat Campionatul Mondial de Badminton în 2013.

## Wild card în sporturi

### Handbal
Federația Internațională de Handbal (IHF) acordă în mod obișnuit wild card-uri pentru participarea la Campionatele Mondiale masculine sau feminine anumitor națiuni care au tradiție în handbal sau care au realizat meciuri preliminare de calitate, dar nu au reușit totuși să se califice la turneele finale. Spre exemplu, Germania și Serbia au primit wild card în 2015, iar Polonia în 2017. O decizie controversată a IHF a fost acordarea unui wild card Germaniei pentru participarea la Campionatul Mondial din 2015, desfășurat în Qatar, în detrimentul Oceaniei, pe motivul că aceasta nu era încă organizată regulamentar ca o federație.
Federația Europeană de Handbal (EHF) acordă și ea în mod obișnuit wild card-uri pentru participarea în competițiile inter-cluburi pe care le organizează.

## Vezi și
- Lucky loser⁠(en)[traduceți]